# Andrzej Kern

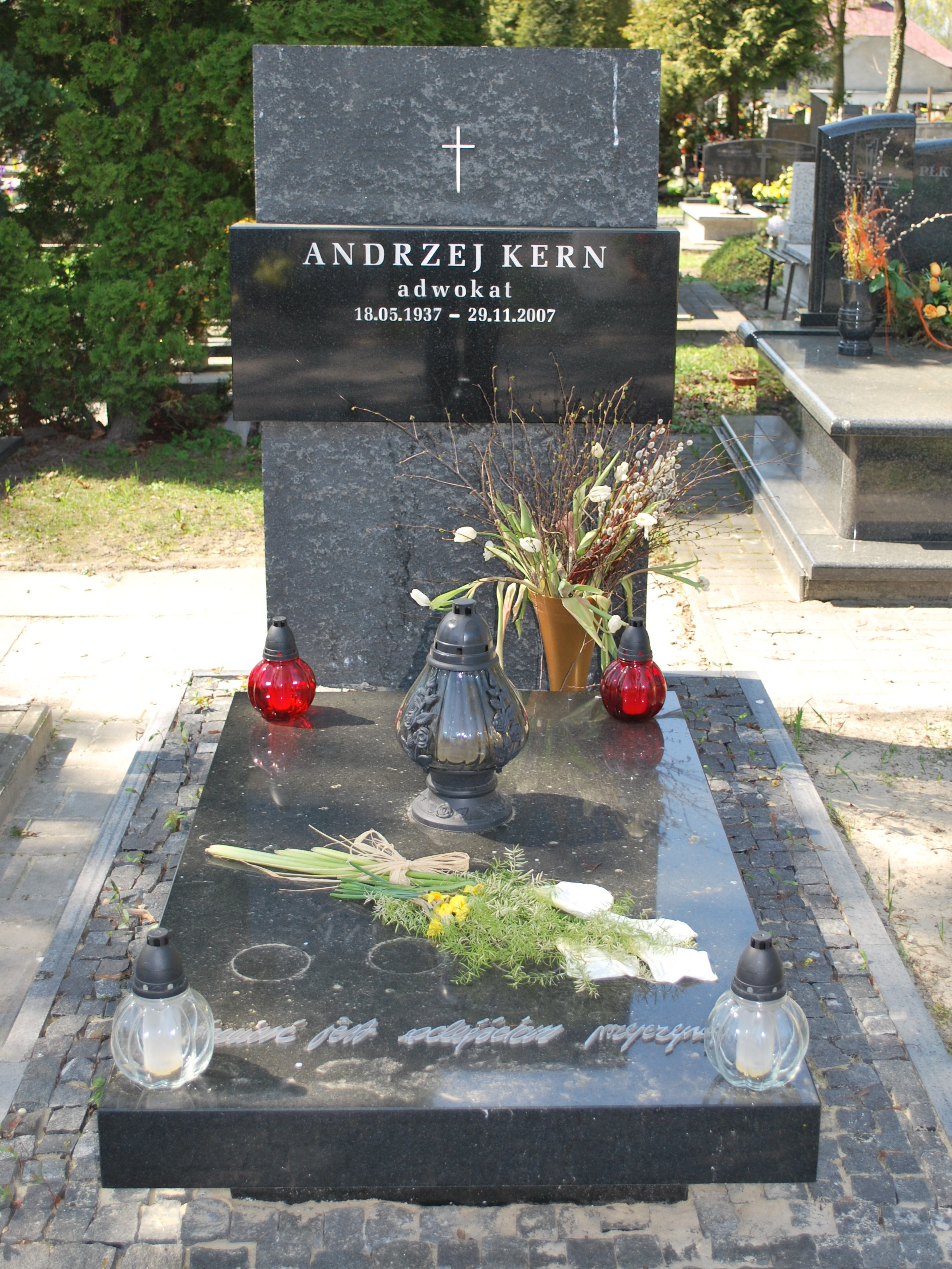
Grób Andrzeja Kerna w alei zasłużonych na cmentarzu komunalnym na Dołach w Łodzi

Andrzej Piotr Kern (ur. 18 maja 1937 w Łęczycy, zm. 29 listopada 2007 w Zgierzu) – polski polityk i prawnik, adwokat, działacz opozycji w okresie PRL, poseł na Sejm X i I kadencji (1989–1993), wicemarszałek Sejmu I kadencji (1991–1993).

## Życiorys
Syn Aleksandra i Reginy. Andrzej Kern podkreślał szwajcarskie korzenie swoich przodków. Ukończył studia na Wydziale Prawa Uniwersytetu Łódzkiego. W czasie „polskiego października” był jednym z przywódców Związku Młodych Demokratów. Jako adwokat bronił w procesach politycznych m.in. mecenasa Karola Głogowskiego, Andrzeja Słowika, Jerzego Kropiwnickiego, Grzegorza Palkę, a także studentów skazanych po wydarzeniach marcowych z 1968. W 1980 zaangażował się w tworzenie łódzkich struktur Niezależnego Samorządnego Związku Zawodowego „Solidarność” jako jej doradca prawny. W stanie wojennym był przez miesiąc internowany.
W latach 1989–1991 sprawował mandat posła na Sejm X kadencji z ramienia Komitetu Obywatelskiego W trakcie kadencji należał do Obywatelskiego Klubu Parlamentarnego, pełnił funkcję zastępcy przewodniczącego Komisji Sprawiedliwości. W 1991 po raz drugi został wybrany posłem z listy Porozumienia Obywatelskiego Centrum, został powołany na stanowisko wicemarszałka. Należał do współzałożycieli Porozumienia Centrum.
W 1992 upubliczniona została sprawa związku jego 16-letniej wówczas córki Moniki Kern z 21-letnim Maciejem Malisiewiczem. Ucieczka córki z partnerem została nagłośniona przez media, głównie tygodnik „Nie” Jerzego Urbana, „Trybunę” oraz „Gazetę Wyborczą”, na łamach której Jacek Hugo-Bader opublikował reportaż zatytułowany Mezalians. W publikacjach tych negatywnie przedstawiano ówczesnego wicemarszałka, przeciwstawiając go pozytywnie opisywanej rodzinie Macieja Malisiewicza. Reżyser Marek Piwowski w ciągu kilkudziesięciu dni nakręcił film Uprowadzenie Agaty, nawiązujący do tej sprawy. W późniejszych latach Andrzej Kern wygrał kilka procesów o naruszenie dóbr osobistych, m.in. proces z Jerzym Urbanem.
W 1993 nie ubiegał się o reelekcję. Następnie w latach 90. przeszedł do Zjednoczenia Chrześcijańsko-Narodowego. Od 1998 do 2002 z ramienia Akcji Wyborczej Solidarność pełnił funkcję radnego sejmiku łódzkiego I kadencji. W wyborach samorządowych w 2002 bez powodzenia ubiegał się o reelekcję z listy komitetu Razem Polsce. Z ramienia Akcji Wyborczej Solidarność Prawicy kandydował do Sejmu w 2001. Następnie działał w Chrześcijańskim Ruchu Samorządowym. Jako członek ZChN kandydował ponownie do Sejmu w 2005 z listy Ruchu Patriotycznego (otrzymał 913 głosów).
Od 2001 zasiadał w Kapitule Medalu za Zasługi w Walce o Niepodległość Polski i Prawa Człowieka 13 XII 1981 – 4 VI 1989, którym został również odznaczony.
Zmarł 29 listopada 2007 w szpitalu w Zgierzu, jego pogrzeb odbył się 5 grudnia 2007 w alei zasłużonych cmentarza Doły w Łodzi (kwatera XXVIII, rząd 16, grób 14). Pośmiertnie został odznaczony Krzyżem Komandorskim Orderu Odrodzenia Polski (za wybitne zasługi dla przemian demokratycznych w Polsce oraz za działalność państwową i publiczną).
W 2009 reżyser Grzegorz Królikiewicz nakręcił film Kern, opowiadający o Andrzeju Kernie.